# Hugh Gilbert
Hugh (Edward) Gilbert (Emsworth, 15 marzo 1952) è un vescovo cattolico britannico, dal 4 giugno 2011 vescovo di Aberdeen.

## Biografia
Edward Gilbert è nato a Emsworth il 15 marzo 1952 in una famiglia anglicana.

### Formazione e ministero sacerdotale
Da ragazzo ha frequentato la St Paul's School di Londra. La vigilia di Natale del 1970, all'età di 18 anni, è stato accolto nella Chiesa cattolica. Nel 1974 ha conseguito un Bachelor of Arts con lode in storia al King's College di Londra.
Nel marzo del 1975 è entrato nel noviziato dell'abbazia di Pluscarden a Moray. Ha assunto il nome religioso Hugh. Il 10 marzo 1976 ha emesso la professione temporanea dei voti monastici e poi è stato inviato nell'abbazia di Fort Augustus, situata sulle rive del Loch Ness, per gli studi e la preparazione al sacerdozio.
Il 10 marzo 1979 ha emesso la professione solenne. Il 29 giugno 1982 è stato ordinato presbitero nella chiesa dell'abbazia di Nostra Signora e San Giovanni Battista a Pluscarden da monsignor Mario Joseph Conti, vescovo di Aberdeen. Dom Alfred Spencer, il primo abate nella storia del monastero, gli ha assegnato vari incarichi nella comunità. È stato: sotto-priore dal 1984 al 1985, maestro dei novizi dal 1985 al 1990 e priore dal novembre del 1990. Il 29 ottobre 1992 è stato eletto abate. Ha ricevuto la benedizione abbaziale l'8 dicembre successivo.
È stato membro del consiglio dell'Unione dei superiori monastici dal 1993 al 1997 e dell'Abbot Visitor's Council dal 1995 alla nomina episcopale.
Durante il suo mandato come abate, la comunità è cresciuta fino a contare 27 monaci.

### Ministero episcopale
Il 4 giugno 2011 da papa Benedetto XVI lo ha nominato vescovo di Aberdeen. Ha ricevuto l'ordinazione episcopale il 9 giugno successivo nella cattedrale di Santa Maria Assunta ad Aberdeen dal cardinale Keith Michael Patrick O'Brien, arcivescovo metropolita di Saint Andrews ed Edimburgo, co-consacranti l'arcivescovo metropolita di Glasgow Mario Joseph Conti e il vescovo emerito di Aberdeen Peter Antony Moran. Durante la stessa celebrazione ha preso possesso della diocesi.
Nel settembre del 2018 ha compiuto la visita ad limina.
In seno alla Conferenza episcopale di Scozia è responsabile della commissione liturgica e del comitato per la musica liturgica e rappresentante presso la Commissione internazionale sull'inglese nella liturgia dal 2015. In precedenza  è stato presidente della Conferenza dal 7 novembre 2018 al 4 novembre 2024.
Dal febbraio 2019 è presidente della Commissione internazionale sull'inglese nella liturgia.

## Opinioni
Nell'agosto del 2012 è intervenuto nel dibattito sulla legalizzazione del matrimonio tra persone dello stesso sesso sostenendo che se il governo scozzese avesse veramente creduto nell'uguaglianza, avrebbe dovuto rendere legali anche l'incesto e la poligamia.

## Opere
Gilbert ha scritto numerosi articoli su riviste e libri sulla spiritualità. I suoi libri sono:
- Unfolding the Mystery (Gracewing, 2007), una raccolta di omelie e conferenze sull'anno liturgico;
- Living the Mystery (Gracewing, 2008), riflessioni su aspetti della vita cristiana;[2]
- The Tale of Quisquis: Reading the Rule of St Benedict as Story (Gracewing, 2014), conferenze sulla regola di San Benedetto;
- Words for the Advent and Christmas Season (CTS, 2014), omelie per l'Avvento e il tempo di Natale;
- Words for the Lent and Easter Saints (CTS, 2015), omelie;
- Words for Feasts and Saints Days (CTS, 2015), omelie.

## Genealogia episcopale
La genealogia episcopale è:
- Cardinale Scipione Rebiba
- Cardinale Giulio Antonio Santori
- Cardinale Girolamo Bernerio, O.P.
- Arcivescovo Galeazzo Sanvitale
- Cardinale Ludovico Ludovisi
- Cardinale Luigi Caetani
- Cardinale Ulderico Carpegna
- Cardinale Paluzzo Paluzzi Altieri degli Albertoni
- Papa Benedetto XIII
- Papa Benedetto XIV
- Papa Clemente XIII
- Cardinale Marcantonio Colonna
- Cardinale Giacinto Sigismondo Gerdil, B.
- Cardinale Giulio Maria della Somaglia
- Cardinale Carlo Odescalchi, S.I.
- Cardinale Costantino Patrizi Naro
- Cardinale Lucido Maria Parocchi
- Papa Pio X
- Cardinale Gaetano De Lai
- Cardinale Raffaele Carlo Rossi, O.C.D.
- Cardinale William Godfrey
- Cardinale Gordon Joseph Gray
- Cardinale Keith Michael Patrick O'Brien
- Vescovo Hugh (Edward) Gilbert, O.S.B.